# Choricarpia leptopetala
Choricarpia leptopetala är en myrtenväxtart som först beskrevs av Ferdinand von Mueller, och fick sitt nu gällande namn av Karel Domin. Choricarpia leptopetala ingår i släktet Choricarpia och familjen myrtenväxter. Inga underarter finns listade i Catalogue of Life.

## Bildgalleri

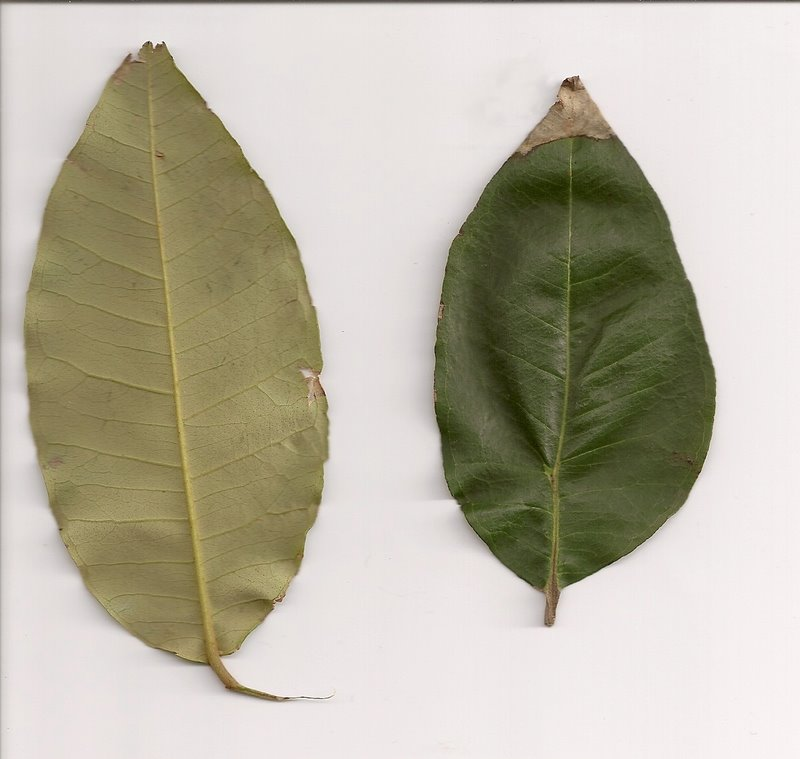
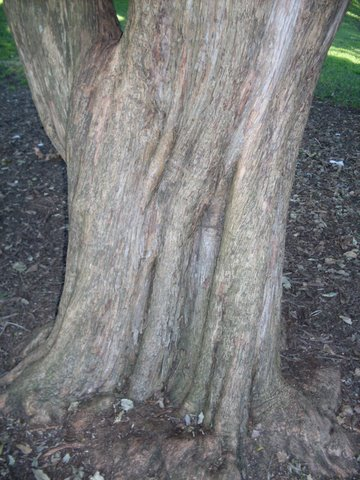